# Lorinae
I Lorinae (Gray, 1821) sono una sottofamiglia di lorisidi comprendente le tre specie di lori lento (genere Nycticebus) e le due specie di lori gracile (genere Loris), animali di piccola taglia diffusi nel Sud-est Asiatico.

## Aspetto
Entrambi i generi possiedono una testa arrotondata con due grandi occhi da animale notturno, che sormontano un musetto conico assai corto. Gli occhi sembrano ancora più grandi grazie alla presenza di una mascherina nera, che li evidenzia.

Le orecchie sono invece piccole e reniformi. Tutte le specie hanno mani prensili con polluci ed alluci allungati e ruotabili di 90°, che permettono loro di affrontare qualsiasi compito connesso con l'arrampicata: sono infatti gli unici animali in grado di scalare un albero a ritroso, cosa che fanno quando avvistano un predatore, in modo da non perderlo mai di vista

Le differenze fra i due generi stanno soprattutto nell'aspetto esteriore: è stato scritto che la differenza che corre fra il lori lento ed il lori gracile è paragonabile a quella che esiste fra il goffo e lento orso ed il sottile aggraziato felino. I lori gracili, infatti, sono assai snelli e longilinei, mentre i lori lenti hanno un corpo più tozzo e robusto.

## Comportamento
Si tratta di animali molto flemmatici: ogni movimento pare frutto di una lunga meditazione e valutazione. Sono tuttavia capaci di movimenti piuttosto veloci, specialmente quando si tratta di catturare il cibo (insetti e piccoli mammiferi), ma la vista di un potenziale pericolo o della luce bianca rallenta o blocca i loro movimenti.

## Tassonomia
Famiglia Lorisidae
- Sottofamiglia Lorinae
  - Genere Loris
    - Loris lydekkerianus - lori grigio
    - Loris tardigradus - lori gracile

  - Genere Nycticebus
    - Nycticebus bancanus - lori lento di Bangka
    - Nycticebus bengalensis - lori lento del Bengala
    - Nycticebus borneaus - lori lento del Borneo
    - Nycticebus coucang - lori lento della Sonda
    - Nycticebus javanicus - lori lento di Giava
    - Nycticebus kayan - lori lento del Borneo
    - Nycticebus menagensis - lori lento delle Filippine
    - Nycticebus pygmaeus - lori lento pigmeo